# Guerra giudaica (Flavio Giuseppe)
La Guerra giudaica (in greco antico: Ἱστορία Ιουδαϊκοῦ πολέμου πρὸς Ῥωμαίους?, Historía Ioudaïkoû polémou pròs Rhοmaíous, "Storia della guerra dei Giudei contro i Romani"; in latino Bellum iudaicum, "Guerra giudaica") è un'opera in sette libri dello storiografo ebreo antico Flavio Giuseppe pubblicata tra il 75 e il 79 d.C. in greco ellenistico, dopo una redazione in lingua aramaica o in lingua ebraica, e che racconta la storia di Israele dalla conquista di Gerusalemme da parte di Antioco IV Epifane (164 a.C.) alla fine della prima guerra giudaica (74).
Il Bellum Iudaicum, insieme a tutta l'opera di Giuseppe, ha avuto in epoca tardoantica traduzioni e rifacimenti latini, i quali spesso interpolavano il contenuto al fine di renderlo dichiaratamente cristiano; fra questi il più interessante è sicuramente il rifacimento in V libri dello Pseudo-Egesippo.

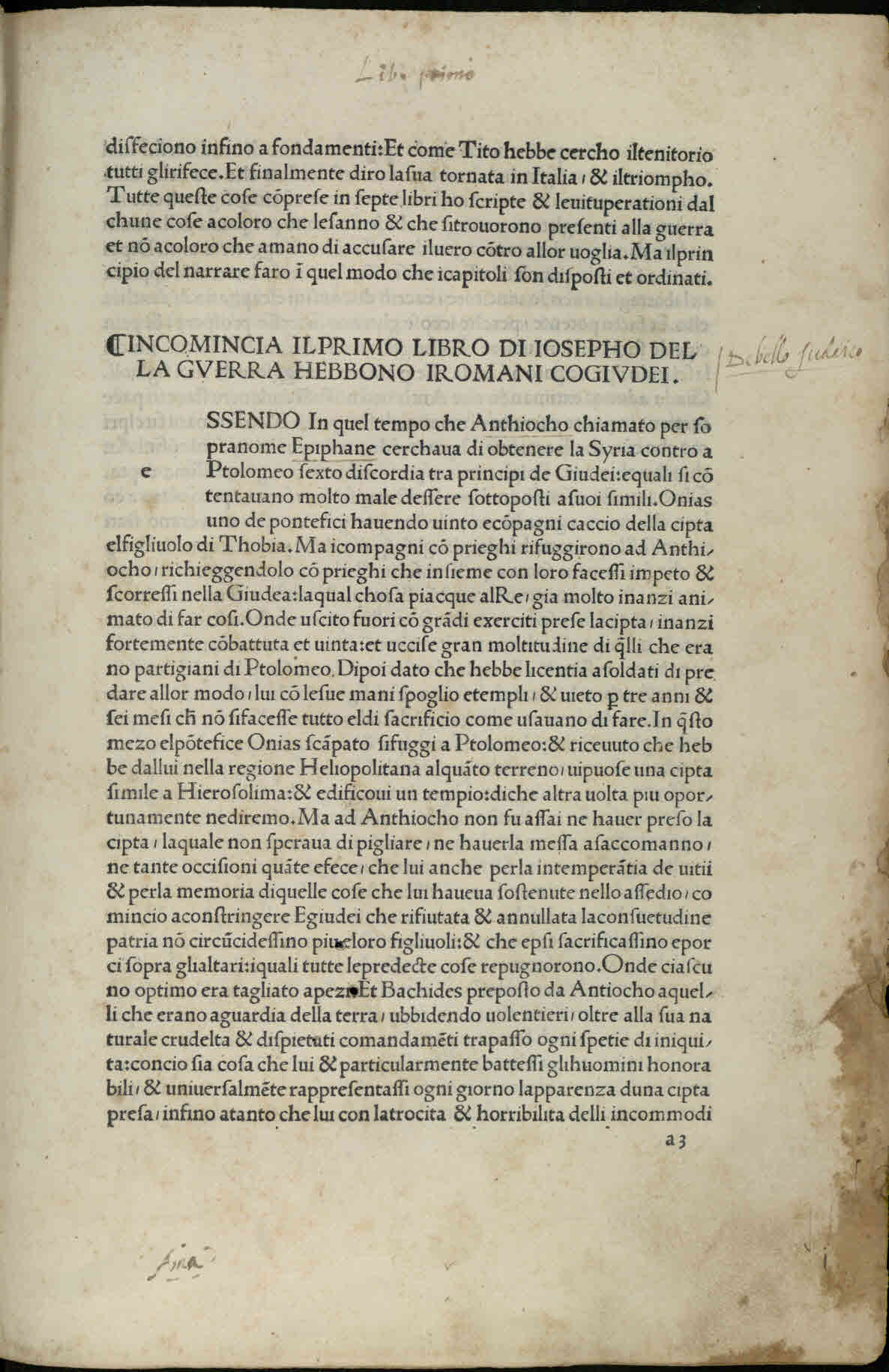
De bello Iudaico, traduzione in italiano del 1493